# Championnat du Cap-Vert de football 2024
Navigation
Saison précédente Saison suivante
La saison 2024 du Championnat du Cap-Vert de football est la quarante-troisième édition de la première division capverdienne, le Campeonato Nacional. Après une phase régionale qualificative disputée sur chacune des neuf îles habitées de l'archipel, les onze meilleures équipes et le tenant du titre disputent le championnat national, joué en deux phases :
- une phase de poules (trois poules de quatre équipes) dont les premiers et le meilleur deuxième accèdent à la phase finale
- une phase finale à élimination directe (demi-finales et finale) en matchs aller et retour qui détermine le vainqueur du championnat

Le club de Boavista da Praia remporte son cinquième titre de champion après avoir battu en finale le FC Derby de São Vicente.

## Les clubs participants
- Île de Boavista :
  - Juventude Clube do Norte
- Île de Brava :
  - Sport Clube Morabeza
- Île de Fogo :
  - Academica do Fogo
- Île de Maio :
  - Barreirense FC
- Île de Sal :
  - Academico do Sal
- Île de Santiago :
  - CD Varandinha (zone Nord)
  - Boavista da Praia (zone Sud)
- Île de Santo Antão :
  - Rosariense Clube (zone Nord)
  - CF Os Sanjoanenses (zone Sud)
- Île de São Nicolau:
  - FC Ultramarina
- Île de São Vicente:
  - FC Derby de São Vicente
  - Grupo Desportivo Palmeira (champion en titre)

## Compétition

### Phase de poules
Le barème utilisé pour établir le classement est le suivant :
- Victoire : 3 points
- Match nul : 1 point
- Défaite, forfait ou abandon : 0 point

| Rang | Équipe                   | Pts | J | G | N | P | Bp | Bc | Diff |  | Résultats (▼ dom., ► ext.) | SAL | FOG | ROS | JUV |
| ---- | ------------------------ | --- | - | - | - | - | -- | -- | ---- |  | -------------------------- | --- | --- | --- | --- |
| 1    | Academico do Sal         | 10  | 6 | 3 | 1 | 2 | 9  | 8  | +1   |  | Academico do Sal           |     | 1-0 | 2-0 | 0-2 |
| 2    | Academica do Fogo        | 8   | 6 | 2 | 2 | 2 | 11 | 6  | +5   |  | Academica do Fogo          | 2-3 |     | 3-1 | 6-1 |
| 3    | Rosariense Clube         | 8   | 6 | 2 | 2 | 2 | 5  | 7  | -2   |  | Rosariense Clube           | 1-0 | 0-0 |     | 1-1 |
| 4    | Juventude Clube do Norte | 6   | 6 | 1 | 3 | 2 | 8  | 12 | -4   |  | Juventude Clube do Norte   | 3-3 | 0-0 | 1-2 |     |

| Rang | Équipe                      | Pts | J | G | N | P | Bp | Bc | Diff |  | Résultats (▼ dom., ► ext.)  | PAL | MOR | BAR | VAR |
| ---- | --------------------------- | --- | - | - | - | - | -- | -- | ---- |  | --------------------------- | --- | --- | --- | --- |
| 1    | Grupo Desportivo Palmeira T | 12  | 6 | 3 | 3 | 0 | 13 | 5  | +8   |  | Grupo Desportivo Palmeira T |     | 2-0 | 1-1 | 4-0 |
| 2    | Sport Clube Morabeza        | 9   | 6 | 2 | 3 | 1 | 7  | 7  | 0    |  | Sport Clube Morabeza        | 2-2 |     | 1-1 | 1-1 |
| 3    | Barreirense FC              | 8   | 6 | 2 | 2 | 2 | 8  | 8  | 0    |  | Barreirense FC              | 0-2 | 0-1 |     | 3-1 |
| 4    | Grupo Desportivo Varandinha | 2   | 6 | 0 | 2 | 4 | 7  | 15 | -8   |  | Grupo Desportivo Varandinha | 2-2 | 1-2 | 2-3 |     |

| Rang | Équipe                  | Pts | J | G | N | P | Bp | Bc | Diff |  | Résultats (▼ dom., ► ext.) | BOA | DER | ULT | SAN |
| ---- | ----------------------- | --- | - | - | - | - | -- | -- | ---- |  | -------------------------- | --- | --- | --- | --- |
| 1    | Boavista da Praia       | 16  | 6 | 5 | 1 | 0 | 12 | 2  | +10  |  | Boavista da Praia          |     | 2-0 | 3-0 | 2-1 |
| 2    | FC Derby de São Vicente | 11  | 6 | 3 | 2 | 1 | 7  | 4  | +3   |  | FC Derby de São Vicente    | 0-0 |     | 4-1 | 0-0 |
| 3    | FC Ultramarina          | 4   | 6 | 1 | 1 | 4 | 5  | 13 | -8   |  | FC Ultramarina             | 0-3 | 1-2 |     | 2-0 |
| 4    | CF Os Sanjoanenses      | 2   | 6 | 0 | 2 | 4 | 3  | 8  | -5   |  | CF Os Sanjoanenses         | 1-2 | 0-1 | 1-1 |     |

- Les trois vainqueurs de groupe et le meilleur deuxième se qualifient pour la phase finale.

### Phase finale

#### Demi-finales
| Équipe                    | Aller | Total  | Retour | Équipe                  |
| ------------------------- | ----- | ------ | ------ | ----------------------- |
| Academico do Sal          | 1 - 0 | 2 - 4  | 1 - 4  | FC Derby de São Vicente |
| Grupo Desportivo Palmeira | 1 - 1 | 1 - 1e | 0 - 0  | Boavista da Praia       |

#### Finale
| 13 juillet 2024 | Boavista da Praia | 2 - 1 | FC Derby de São Vicente | Estadio Nacional, Da Praia |
| 18h30           |                   |       |                         |                            |
|                 | Rapport           |       |                         |                            |

## Bilan de la saison
| Championnat du Cap-Vert de football 2024 |                              |
| Champion                                 | Boavista da Praia (5e titre) |
| Coupes et trophées                       |                              |
| Vainqueur de la Coupe du Cap-Vert 2024   | CS Mindelense                |
| Qualifications continentales             |                              |
| Ligue des champions de la CAF 2024-2025  | Aucun                        |
| Coupe de la confédération 2024-2025      | Aucun                        |
| Promotions et relégations                |                              |
| Promus en Campeonato Naçional            | Aucun                        |
| Relégués                                 | Aucun                        |